# Кремпиці (Нижньосілезьке воєводство)
Кремпиці (пол. Krępice, нім. Krampitz) — село в Польщі, у гміні Менкіня Сьредського повіту Нижньосілезького воєводства.
Населення — 741 особа (2011).
У 1975-1998 роках село належало до Вроцлавського воєводства.

## Демографія
Демографічна структура станом на 31 березня 2011 року:
|          | Загалом | Допрацездатний вік | Працездатний вік | Постпрацездатний вік |
| -------- | ------- | ------------------ | ---------------- | -------------------- |
| Чоловіки | 369     | 83                 | 258              | 28                   |
| Жінки    | 372     | 52                 | 254              | 66                   |
| Разом    | 741     | 135                | 512              | 94                   |